# Борщенко, Лидия Михайловна
Лидия Михайловна Борщенко (род. 7 февраля 1950, Ворошиловград) — искусствовед, член Национального союза художников Украины, Заслуженный работник культуры Украины.

## Биография
Лидия Борщенко родилась 7 февраля 1950 года в городе Ворошиловграде (Луганске).
В 1978 г. получила диплом Киевского государственного художественного института (ныне НАОМА) (с квалификацией — «искусствовед»). Её учителями по специальности были Л. Миляева, Л. Сак, Ю. Беличко.
В 1980-82 гг. преподавала историю искусств в Ворошиловградском государственном художественном училище.
С 1982 г. — работает директором Луганского областного художественного музея.
В 1998 г. получила звание Заслуженого деятеля культуры Украины.
2000 г. — принята в Члены союза художников Украины.
В 2005 г. Лидия Борщенко, победив на Всеукраинском конкурсе музейных работников, стала стипендиатом фонда «Украина 3000».
Она инициировала создание просветительской и научно-исследовательской программы «Художественные коллекции Луганщины — составная часть национально-культурного наследия Украины 2006—2010». Претворением программы в жизнь занялись городские и районные музеи. Были проведены выставки художников Луганска в Государственном музее народной архитектуры и быта НАН Украины, в Софии Киевской.

## Научная деятельность
Тематика искусствоведческих исследований Л. Борщенко — история художественной жизни Луганщины: творчество художников, церковная иконопись, монументальная сакральная живопись, художественное литьё, история Луганского областного художественного музея. Результаты исследований отражены в научных статьях, в составленных ею иллюстрированных альбомах и каталогах.
Произведения:
- 1999 — «К истории Луганского областного художественного музея»;
- 1999 — «Художественное литьё на старом Луганском заводе: тенденции и современность»;
- 2000 — «Иконы из церквей Луганщины»;
- 1999, 2001 — «Изобразительное искусство Луганщины» (выпуски 1-2);
- 2003 — «Иконы храма Успения Пресвятой Богородицы в с. Городище на Луганщине», альбом, каталог;
- 2004 — «Народное искусство Луганщины в фондах Государственного музея народной архитектуры и быта Украины (кон. XIX — нач. XX века)», альбом, каталог;
- 2004 — «Исследователь памятников народного искусства»;
- 2005 — «Народное искусство Луганщины кон. XIII — нач. XX в.», альбом;
- 2008 — «Украинская икона кон. XIX — нач. XX века Собрание церковного музея Северодонецкого храмового комплекса „Лесная дача“»;
- 2009 — «Храмы Луганщины»;
- 2022 — «Из истории исследования икон XVIII — начала XX века в действующих храмах Луганщины», научная статья[1];

и другие.
Лидия Борщенко участвовала с докладами во всеукраинских, всесоюзных и международных научно-практических конференциях.